# 非本海葵亞目
非本海葵亞目（Anenthemonae）是海葵目下的一個亞目，其學名是由前綴an-（意指「非」）、拉丁文enthe（意指「類群」）與英文anemone（意指「海葵」）所組成。
非本海葵亞目所包含的總科與科如下：
- Actinernoidea Stephenson, 1922
  - Actinernidae Stephenson, 1922
  - Halcuriidae Carlgren, 1918
- 愛氏海葵總科 Edwardsioidea Andres, 1881
  - 愛氏海葵科 Edwardsiidae Andres, 1881